# Obu Shun
Shun Obu (大武 峻 (Đại-Vũ Tuấn) Ōbu Shun, sinh ngày 24 tháng 11 năm 1992 ở Chikuzen, Fukuoka, Nhật Bản) là một cầu thủ bóng đá người Nhật Bản kể từ năm 2014 thi đấu ở vị trí hậu vệ cho Albirex Niigata.

## Sự nghiệp

### Nagoya Grampus
Obu ra mắt chính thức cho Nagoya Grampus ở J. League Division 1 ngày 23 tháng 7 năm 2014 trước Vegalta Sendai ở Yurtec Stadium Sendai ở Sendai. Anh thi đấu toàn trận khi đội bóng của anh có kết quả hòa 3-3.

### Albirex Niigata
Ngày 23 tháng 6 năm 2017, Obu chuyển đến Albirex Niigata từ Nagoya Grampus.

## Thống kê sự nghiệp

### Câu lạc bộ
Cập nhật đến ngày 23 tháng 2 năm 2018.
| Câu lạc bộ          | Mùa giải            | Giải vô địch        | Giải vô địch | Giải vô địch | Cúp Quốc gia | Cúp Quốc gia | Cúp Liên đoàn | Cúp Liên đoàn | Châu lục | Châu lục  | Khác    | Khác      | Tổng    | Tổng      |
| Câu lạc bộ          | Mùa giải            | Hạng đấu            | Số trận      | Bàn thắng    | Số trận      | Bàn thắng    | Số trận       | Bàn thắng     | Số trận  | Bàn thắng | Số trận | Bàn thắng | Số trận | Bàn thắng |
| ------------------- | ------------------- | ------------------- | ------------ | ------------ | ------------ | ------------ | ------------- | ------------- | -------- | --------- | ------- | --------- | ------- | --------- |
| Nagoya Grampus      | 2014                | J1 League           | 13           | 0            | 0            | 0            | 1             | 0             | –        | –         | –       | –         | 14      | 0         |
| Nagoya Grampus      | 2015                | J1 League           | 6            | 0            | 1            | 0            | 2             | 0             | –        | –         | –       | –         | 9       | 0         |
| Nagoya Grampus      | 2016                | J1 League           | 20           | 0            | 1            | 0            | 5             | 0             | –        | –         | –       | –         | 16      | 0         |
| Nagoya Grampus      | 2017                | J2 League           | 1            | 0            | 0            | 0            | –             | –             | –        | –         | –       | –         | 1       | 0         |
| Albirex Niigata     | 2017                | J1 League           | 9            | 0            | 0            | 0            | –             | –             | –        | –         | –       | –         | 9       | 0         |
| Tổng cộng sự nghiệp | Tổng cộng sự nghiệp | Tổng cộng sự nghiệp | 49           | 0            | 2            | 0            | 8             | 0             | -        | -         | -       | -         | 59      | 0         |